# ناحیه تامدی
ناحیهٔ تامدی (به ازبکی:Tomdi tumani، تامدی تومنی) یک ناحیه در ازبکستان است که در ولایت نوایی واقع شده‌است. ناحیه تامدی ۲۶٬۴۰۰ نفر جمعیت دارد.